# Judenklub
Judenklub (en español: «club judío») es un término despectivo y antisemita utilizado en Alemania y Austria durante la época nazi, aplicado a clubes de fútbol con una fuerte herencia judía. Algunos de los clubes más destacados a los que los nazis se referían de esa manera eran el Bayern Múnich, el FK Austria Viena, el Eintracht Frankfurt y el FSV Frankfurt.
En tiempos más recientes, el término también se ha utilizado ocasionalmente en la literatura académica, así como en la prensa en lengua alemana al informar sobre cánticos antisemitas y ataques por parte de grupos de hinchas rivales contra clubes no alemanes.

## Uso del término

### Asociado con el Bayern Múnich
El Bayern Múnich, fundado en el bohemio suburbio muniqués de Schwabing, contaba con un liderazgo judío antes de la llegada de Adolf Hitler al poder y ganó su primer campeonato alemán en 1932 bajo la dirección de un presidente y entrenador judíos. En 1933, el presidente Kurt Landauer, el director de la cantera Otto Beer y el entrenador Richard Dombi tuvieron que abandonar el club debido a su origen judío, lo que provocó la decadencia del club, perdiendo a un gran número de sus socios. El Bayern, mucho menos popular entre los nazis que su rival local, el TSV 1860 Múnich, tuvo un éxito muy limitado en la Gauliga Bayern durante esta época, pero continuó con pequeños actos de desafío, como el reconocimiento del equipo al expresidente Landauer durante un amistoso en Suiza en 1943, país al que este había emigrado.
Durante muchas décadas tras el fin de la Segunda Guerra Mundial, el pasado judío y los acontecimientos de la era nazi recibieron poca atención por parte del club hasta 2011, cuando se publicó el libro Der FC Bayern und seine Juden (traducido como «El FC Bayern y sus judíos»), lo que renovó el interés. Hasta entonces, el club, por diversas razones, se había mostrado reacio a abordar su propia historia durante el Tercer Reich.

### Asociado con el FK Austria Viena
El FK Austria Viena, con sede en capital austríaca, estuvo dirigido e influenciado por ciudadanos judíos desde su fundación. El club experimentó escasas manifestaciones antisemitas hasta la anexión de Austria a la Alemania nazi (el llamado Anschluss) en marzo de 1938, pero esto cambió radicalmente a partir de entonces. Tras el Anschluss, el Austria Viena se vio obligado a cambiar su nombre temporalmente a SC Ostmark, lo que le obligó a expulsar a todos sus socios judíos y a experimentar un éxito limitado en la Gauliga Ostmark durante ese tiempo. El presidente judío del Austria Viena, Michl Schwarz, escapó de la Alemania nazi al igual que Kurt Landauer del Bayern Múnich, pero tuvo muchas más dificultades para evadir el arresto y, al igual que Landauer, volvió a dirigir su club después de la Segunda Guerra Mundial.